# Utenos trikotažas

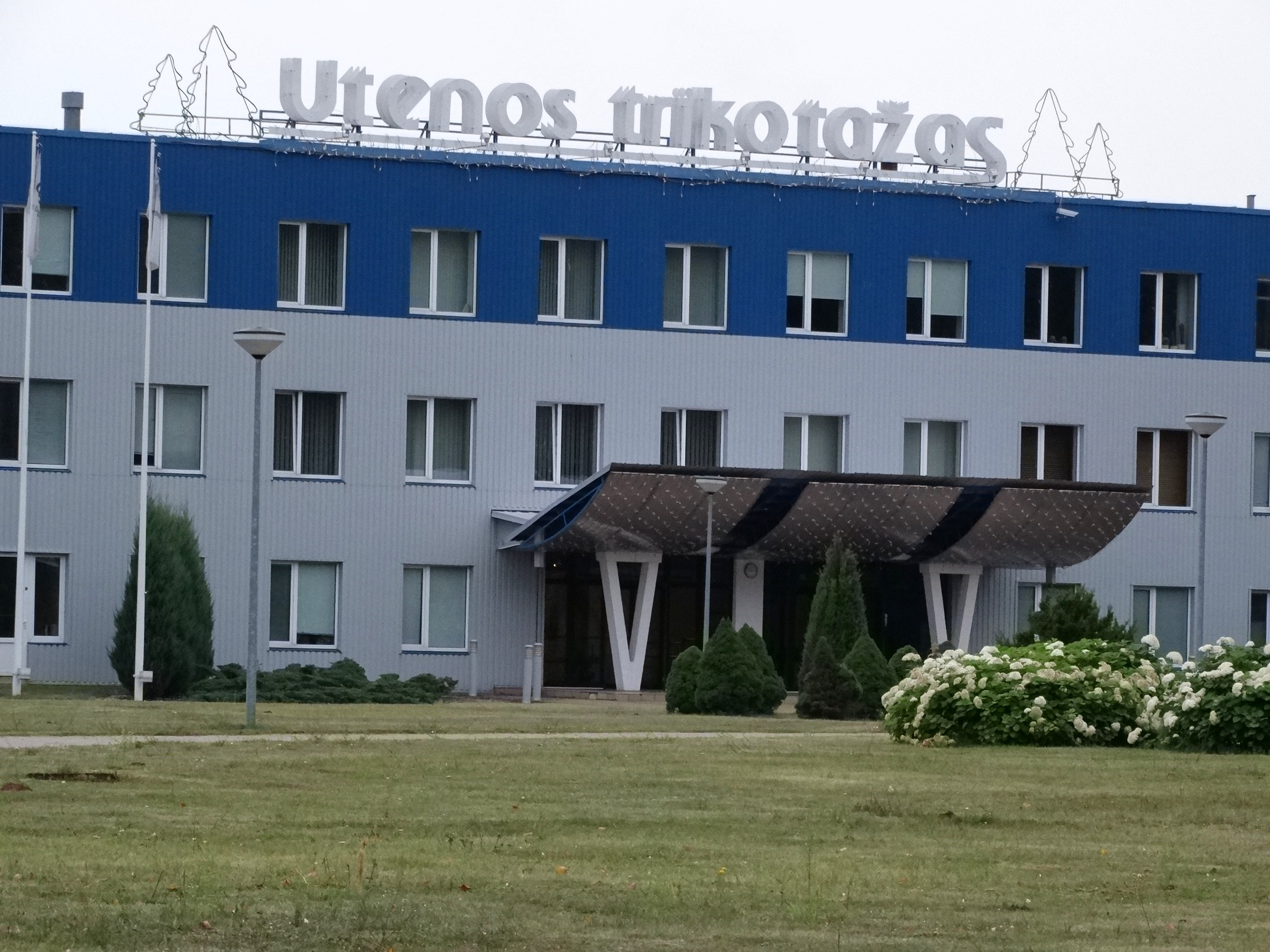
Werk

Utenos trikotažas ist ein Textil-Unternehmen in Utena, Litauen. Die Aktiengesellschaft ist ein Tochterunternehmen der litauischen Unternehmensgruppe Koncernas SBA.

## Geschichte
Das Hauptunternehmen wurde von 1965 bis 1968 gebaut. Die erste Produktion erschien 1966. Am 25. Juli 1967 wurde das Unternehmen als Produzierender Verband (Melnikaitės trikotažo ir galanterijos gamybinis susivienijimas) errichtet. Er bestand aus Utenos trikotažo fabrikas und Zarasų tekstilės galanterijos fabrikas. Die Projektleistung war 17,7 Mio. Trikotage-Einheiten pro Jahr. Bis 1989 wuchs die Produktion. 1989 gab es 19,4 Mio. Trikotage-Einheiten, davon 30 % verkauft in Litauen, 70 % in den Republiken der Sowjetunion. 1978 gab es 3000 Mitarbeiter.
1990 wurde Nijolė Dumbliauskienė zur Generaldirektorin des staatlichen Betriebs  “Utenos trikotažas” aufgrund des Beschlusses des Ministers  für Leichtindustrie ernannt.
1993 wurde “Utenos trikotažas”  privat.
1994 wurde es zu AB “Utenos trikotažas” mit dem Stammkapital von 18.877.021 Litas.
1995 wurde das Tochterunternehmen UAB “Utenos trikotažo prekyba” errichtet.
1998 betrug das Kapital von AB “Utenos trikotažas” 23.260.491 Lt.
Seit 1999 wird es an der Börse Vilnius notiert und hat ISO 9001- und seit 2001 ISO 14001-Zertifikat.
Im Dezember 2016 gab es 773 Mitarbeiter.

## Leitung
- 1990–2004: Nijolė Dumbliauskienė (* 1946)
- September 2004 – Juli 2007: Regina Sajienė[6][7]
- 2007: Laimutis Žurauskas (* 1961)[8][9]
- August  2011 – August 2015: Gintautas Bareika[10]
- September 2015 – September 2016: Eimundas Mačiulis[11]
- Seit September 2016: Algirdas Šabūnas[12]